# Streuff-Mühle

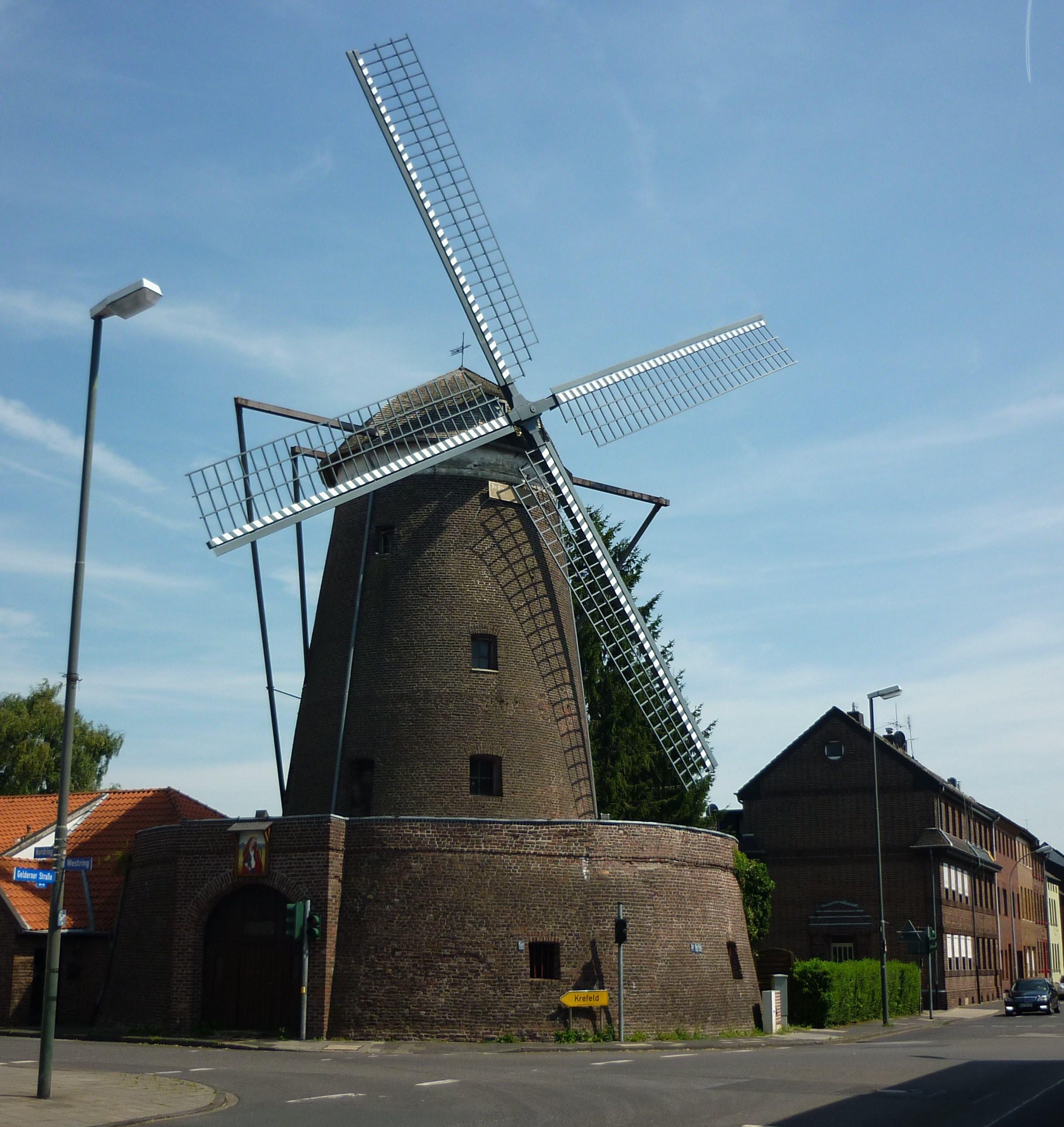
Streuff-Mühle

De Streuff-Mühle is een windmolen in de tot de Duitse gemeente Tönisvorst behorende plaats Sankt Tönis, gelegen aan de Gelderner Straße.
De molen, van het type ronde stenen molen, fungeerde als korenmolen. Hij werd gebouwd in 1769-1770 en was tot 1951 in het bezit van de familie Streuff. De molen werd beschadigd tijdens de Tweede Wereldoorlog, maar bleef tot 1945 in bedrijf. Daarna dreigde verval, maar de plaatselijke heemkundekring zette zich voor het behoud ervan in, en uiteindelijk werd de molen gerestaureerd dankzij een gift van een firma uit het nabijgelegen Krefeld.